# 차세영
한담희(본명 : 차세영, 1991년 12월 12일 ~ )은 대한민국의 배우이다.

## 학력
- 권선고등학교
- 용인대학교 연극영화학과 (휴학)

## 출연작

### 드라마
- 《보이스 4》 (2021년, tvN) - 채소윤 역
- 《운빨로맨스》 (2016년, MBC) - 가승현 역
- 《슈퍼대디 열》 (2015년, tvN)
- 《떴다! 패밀리》 (2015년, SBS)
- 《소녀연애사》 (2015년, SBS Plus)
- 《0시의 그녀》 (2015년, MBC Every1) - 미나 역